# Сомов, Сергей Алексеевич
Сергей Алексеевич Сомов (15 ноября 1920 — 20 мая 2011) — советский военнослужащий, участник Великой Отечественной войны, командир эскадрильи 64-го штурмового авиационного полка 182-й штурмовой авиационной дивизии, старший лейтенант, Герой России (1996).

## Биография
Родился 15 ноября 1920 года в селе Зобово Шарлыкского района Оренбургской области в многодетной крестьянской семье. Русский. В 1921 году, спасаясь от голода, семья переехала в Томскую область, село Чубур. В 1929 году отец, потомственный кузнец, перебрался на металлургический комбинат в город Сталинск. Здесь Сергей окончил школу и затем 2 курса металлургического техникума. Параллельно учился в местном аэроклубе.
Осенью 1940 года был призван в Красную Армию и направлен в Новосибирскую авиационную школу пилотов. По окончании школы в 1941 году сержант Сомов на фронт не попал, а был направлен в Забайкалье в 52-й запасной авиационный полк для переучивания на Ил-2. Осваивал штурмовик уже в 64-м штурмовом авиационном полку в Бурятии. Только в августе 1944 года, получив звание «младший лейтенант», Сомов в составе своего полка отправился на фронт.
Первый боевой вылет младший лейтенант Сомов совершил в октябре 1944 года в небе Восточной Пруссии. С первых дней показал себя умелым и отважным бойцом. В феврале 1945 года Сомов получил очередное воинское звание «лейтенант» и был назначен командиром эскадрильи. К тому времени он совершил только 18 боевых вылетов, был награждён орденом Красного Знамени. В конце марта 1945 года за 80 боевых вылетов получил второй орден Красного Знамени.
За участие в боях за город-крепость Кенигсберг награждён орденом Александра Невского. Отличился на завершающем этапе боев в Восточной Пруссии. 14 апреля 1945 года шестерка Ил-2 под командованием лейтенанта Сомова мастерским ударом уничтожила вражеский бронепоезд, действовавший на железнодорожном пути Пиллау — Кенигсберг. Все участники боевого вылета получили награды: летчики — ордена Красного Знамени или Красной Звезды, стрелки — медали «За отвагу».
Командир группы старший лейтенант Сомов был представлен к званию Героя Советского Союза. Но представление не было реализовано. Всего к концу войны совершил 118 боевых вылетов, из них 100 — в качестве ведущего. Участвовал в параде Победы 24 июня 1945 года.
После Победы остался в военной авиации. В 1946 году большинство частей штурмовой авиации было расформировано и старший лейтенант Сомов был переведен заместителем командира эскадрильи в 239-й транспортный авиационный полк в Прибалтике. Освоил транспортный Ли-2, затем Ил-12. Участвовал в ликвидации сильного землетрясения в Ашхабаде в 1948 году, в освоении Арктики. В 1954 году окончил Военно-воздушную академию и получил направление в 3-ю военно-транспортную дивизию.
Военно-транспортной авиации Сомов отдал более 30 лет. В 1957—1958 годах командовал 339-м военно-транспортным авиаполком на Украине. В 1960—1961 годах находился в служебной командировке во Вьетнаме и Лаосе, после возвращения был заместителем командира военно-транспортной авиационной дивизии. С 1965 по 1976 годы возглавлял службу безопасности полетов Военно-транспортной авиации.
В мирные дни был награждён тремя орденами Красной Звезды. Первым — «за освоение новой техники и большой личный вклад в подготовку летчиков Военно-транспортной авиации». Вторым — после командировки во Вьетнам, где Сомов обучал лётчиков Вьетнама и Лаоса пилотированию на Ли-2 и лично несколько раз доставлял грузы в Лаос и вывозил раненых. Третий орден Красной Звезды получил в 1968 году за организацию доставки советских войск во время известных событий в Чехословакии. Выполняя задания правительства, совершал полеты в небе Африки, Южной Америки.
В 1976 году полковник Сомов уволен в запас. К этому времени налетал около шести тысяч часов, освоил за годы службы 22 типа самолетов, от фанерного биплана По-2 до могучего «Антея». Имеет почетное звание «Заслуженный военный лётчик СССР» (1970).
В канун 50-летия Победы инициативная группа из Всероссийского клуба Героев Советского Союза и полных кавалеров орденов Славы, подняв фронтовое представление в Подольском архиве Министерства обороны, выступила с ходатайством к Президенту России о присвоении полковнику в отставке С. А. Сомову высокого звания.
За мужество и героизм, проявленные в борьбе с немецко-фашистскими захватчиками в Великой Отечественной войне 1941—1945 годов, Указом Президента Российской Федерации № 428 от 27 марта 1996 года полковнику в отставке Сомову Сергею Алексеевичу присвоено звание Героя Российской Федерации.
Жил в Москве. Активно участвовал в военно-патриотической работе. Умер 20 мая 2011 года. Похоронен на Богородском кладбище (уч. 1) в Ногинском районе Подмосковья. Полковник.
Награждён тремя орденами Красного Знамени, орденом Александра Невского, орденом Отечественной войны 1-й степени, четырьмя орденами Красной Звезды, орденом «За службу Родине в Вооружённых Силах СССР» 3-й степени, медалями, в том числе «За боевые заслуги», орденами иностранных государств.
Автор книги воспоминаний «В крылатом строю» М.: «Гелиос АРВ», 2006. Также автор книг «Летчику о турбовинтовом самолете», «Аэродинамика турбовинтового самолета».